# Плесовичская Слободка (Жлобинский район)
Плесовичская Слободка (бел. Плесавіцкая Слабодка) — деревня в Коротковичском сельсовете Жлобинского района Гомельской области Белоруссии.
Около деревни есть залежи глины.

## География

### Расположение
В 31 км на юго-запад от Жлобина, 11 км от железнодорожной станции Мормаль (на линии Жлобин — Калинковичи), 114 км от Гомеля.

## Транспортная сеть
Транспортные связи по просёлочной, а затем автомобильной дороге Папоротное — Жлобин. Планировка состоит из прямолинейной улицы, ориентированной с юго-запада на северо-восток, к центру которой присоединяется с северо-запада короткая, плотно застроенная улица. На северо-востоке — небольшой обособленный участок застройки. Жилые дома деревянные, усадебного типа.

## История
По письменным источникам известна с XIX века как деревня в Степовской волости Бобруйского уезда Минской губернии. В 1915 году открыта школа, здание для неё жители построили на свои средства. В 1929 году организован колхоз «Победа», работали ветряная мельница и кузница. Во время Великой Отечественной войны оккупанты сожгли 87 дворов и убили 16 жителей. На фронтах и в партизанской борьбе погибли 86 жителей, в память о которых в 1979 году установлен обелиск. В 1966 году к деревне присоединён посёлок Буда. Центр колхоза имени Ф. Энгельса. Работают девятилетняя школа, клуб, библиотека, фельдшерско-акушерский пункт, детский сад, магазин, отделение связи.

## Население

### Численность
- 2004 год — 106 хозяйств, 314 жителей.

### Динамика
- 1897 год — 35 дворов, 259 жителей (согласно переписи).
- 1925 год — 69 дворов.
- 1940 год — 90 дворов, 428 жителей.
- 1959 год — 274 жителя (согласно переписи).
- 2004 год — 106 хозяйств, 314 жителей.

## Достопримечательность
- Водно-болотный заказник местного значения "Жлобинский"